# Kotwica grzybkowa

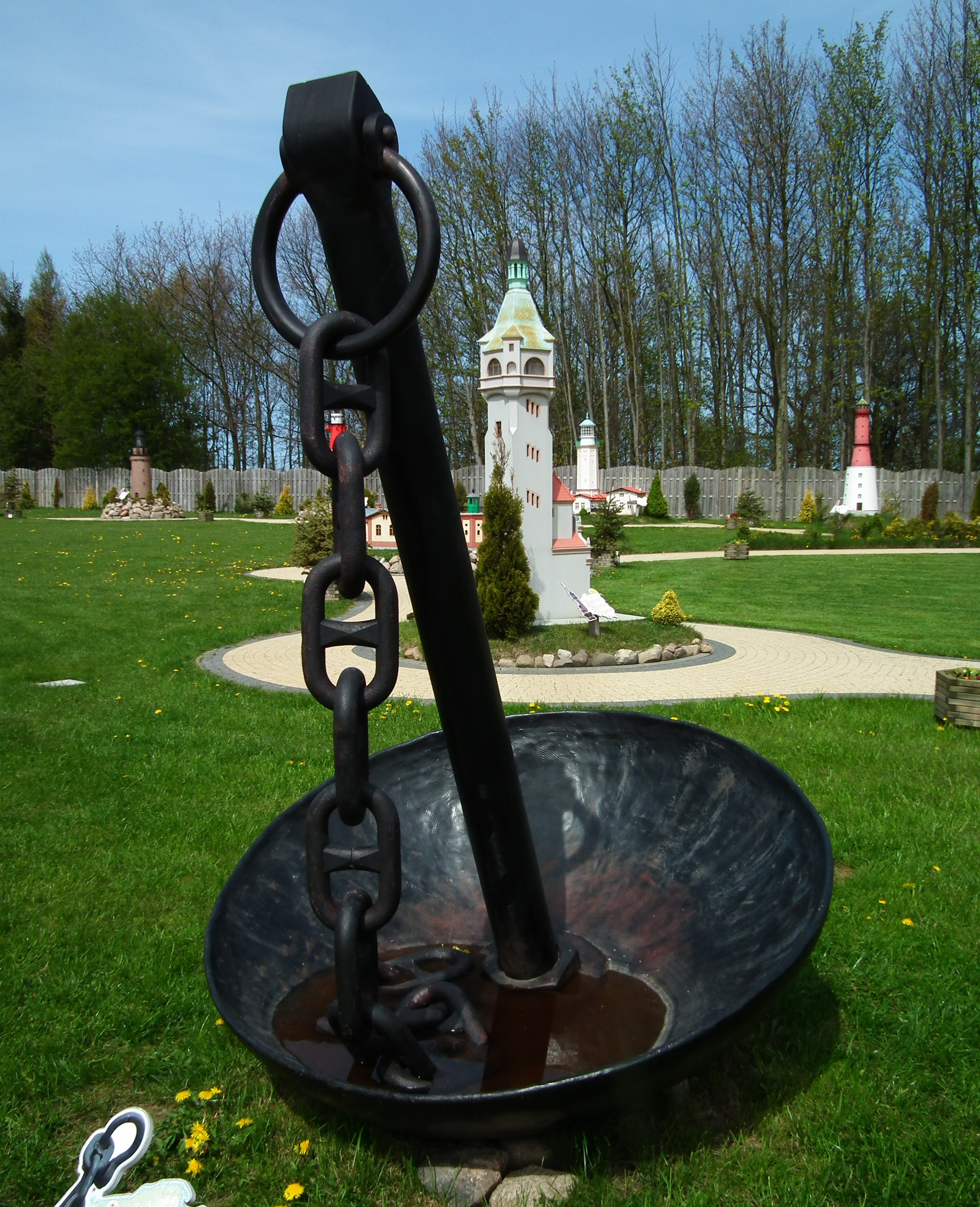
Kotwica grzybkowa w Parku Miniatur Latarni Morskich w Niechorzu

Kotwica grzybkowa (ang. mushroom anchor) – jeden z typów kotwic, użytkowany przez jednostki operujące na akwenach o piaszczystym dnie.
Kotwica została wynaleziona przez szkockiego inżyniera morskiego – Roberta Stevensona na początku XIX wieku. Zastosowana po raz pierwszy praktycznie w 1807 na latarniowcu „Pharos”. 